# Krokodýl mořský
Krokodýl mořský (Crocodylus porosus Schneider, 1821), známý také jako krokodýl pobřežní nebo cejlonský, je největší z dnes žijících krokodýlů a zároveň je dnes největším a nejmohutnějším plazem na světě. Dosahuje délky přes šest metrů a hmotnosti více než jedné tuny. Největší řádně změřený jedinec dosahoval délky 6,3 metru a hmotnosti přes 1,3 tuny, předpokládá se, že výjimečně může dorůst až 7 metrů a vážit okolo 2 tun.

## Názvy
České názvy: krokodíl cejlonský (Bayer, 1892), krokodíl ceylonský (Wenig, 1930), krokodýl mořský (Hanzák, Felix, Frank, Vostradovský, 1969), krokodýl pobřežní (Jiroušek, 1976), krokodil pobřežní (Laňka, 1978).

## Ekologie a rozšíření
Obývá jižní a jihovýchodní Asii včetně Indonésie a objevuje se až u pobřeží severní Austrálie. Libuje si v mořích s teplejší vodou, nejraději ve vodách Indického a Tichého oceánu mezi Indií a Austrálii. Některé exempláře byly pozorovány na širém moři až tisíc kilometrů od břehů.

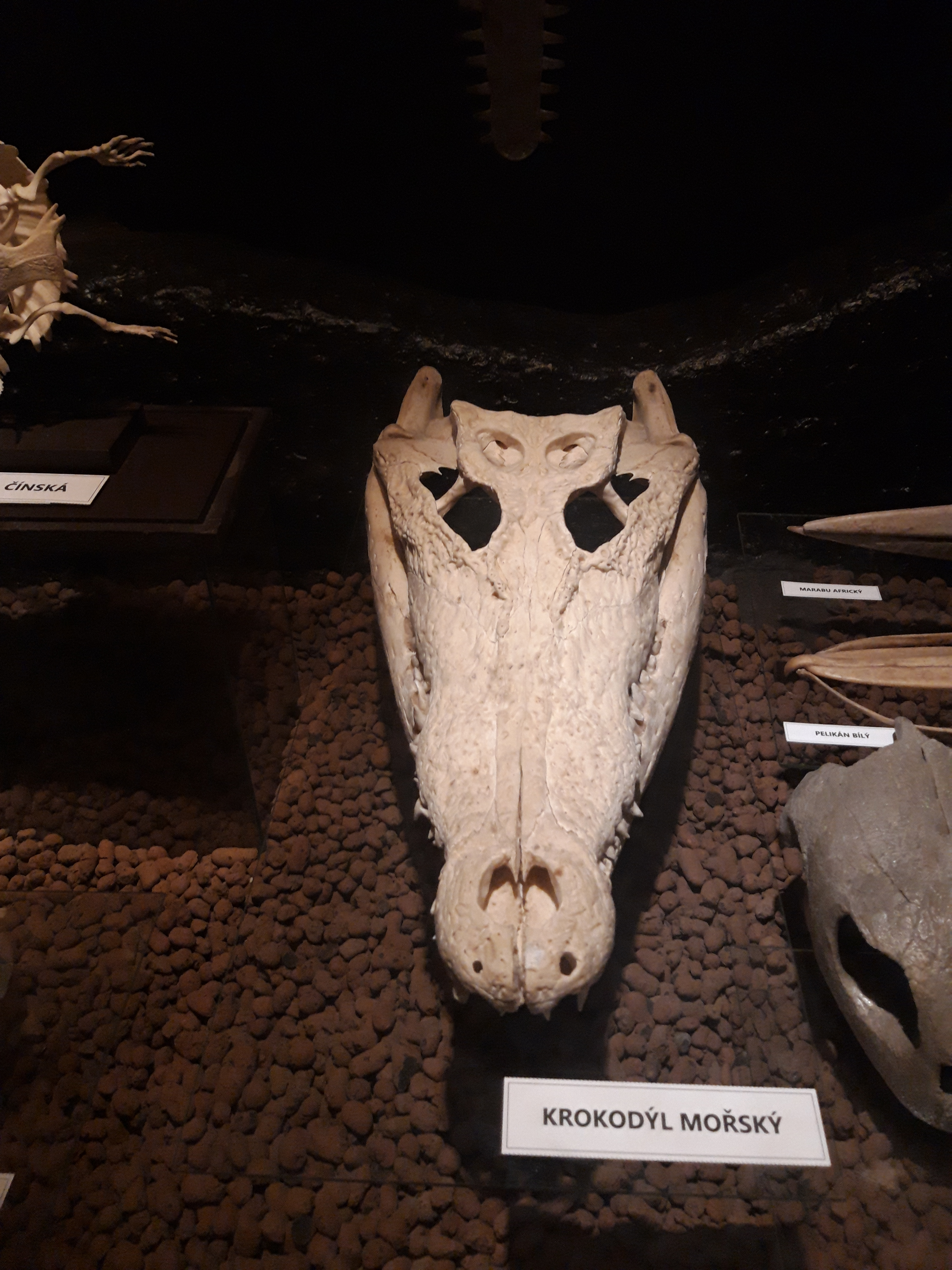
Lebka krokodýla mořského

## Způsob života
Přestože má na zadních končetinách mezi prsty plovací blány, tak je k plavání nepoužívá a plave pomocí vlnění svalnatého ocasu. Je to výborný plavec, udává se, že dokáže uplavat vzdálenost i více než 1000 km po moři. Přesto však nepatří k vysloveně mořským živočichům. Ve vodě dokáže krátkodobě vyvinout rychlost až 29 km/h. Síla čelistního stisku krokodýla mořského činí až kolem 16 500 newtonů, což z nich dělá velmi nebezpečné predátory a zároveň i současné obratlovce s nejsilnějším stiskem čelistí vůbec.
V potravě krokodýl mořský vůbec není vybíravý. Mláďata se zprvu živí hmyzem, měkkýši a pulci. Dospělci loví zvířata od malých krabů a želv přes ryby a obojživelníky až po velké savce. Na kořist útočí bleskurychle z vody, popadne ji (většinou jde po krku) a stáhne do hloubky, kde ji utopí. Krokodýli loví kořist také zespoda ve vodě, to pak útočí na měkké břicho. Pak se do kořisti zakousne svými velkými čelistmi a otáčením z ní rve velké kusy masa. Je to nebezpečný dravec, při útoku dospělého jedince na člověka bývají zranění smrtelná, ročně má na svědomí zhruba 300 lidských životů. Dnes již není na pokraji vyhynutí. Lovci usilují o opětovné povolení lovu. Jeho vzácná kůže se využívá pro výrobu luxusních bot a kabelek. Po mase je poptávka v Asii.

### Rozmnožování a mláďata

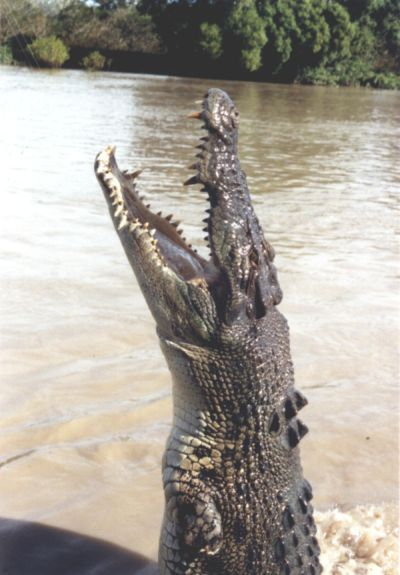
Krokodýl mořský v australském Severním Teritoriu

Dospělosti a schopnosti rozmnožování dosahují samice v 10 letech, samci v 16 letech. Samice klade 25 až 60 vajec, která zahrabává asi půl metru hluboko do bahnité půdy ve vzdálenosti asi 50 až 60 metrů od břehu toku nebo nádrže. Na snůšku navrší kupu listí, větví a bahna vysokou téměř metr a v průměru měřící 1 až 2 m. Toto obrovské hnízdo samice hlídá až do vylíhnutí mláďat, ukrytá v louži, kterou si vyhrabe ve vlhké půdě. Mláďata se z vajec zahřívaných tlejícím materiálem líhnou obvykle po dvou měsících (teplota v hnízdě bývá až 32 °C), v nepříznivých podmínkách až po pěti měsících. Matka střeží i vylíhlá mláďata, která měří kolem 25 cm, po několik dní.